# Сокирский, Алексей Николаевич
Алексе́й Никола́евич Соки́рский (укр. Олексій Миколайович Сокирський; род. 16 марта 1985, Горловка, Донецкая область) — украинский и российский легкоатлет, специалист по метанию молота. В 2007—2012 годах выступал за сборную Украины по лёгкой атлетике, с 2016 года представляет Россию. Обладатель бронзовой медали Универсиады в Белграде, многократный победитель и призёр первенств национального значения, участник летних Олимпийских игр в Лондоне. Мастер спорта России международного класса.

## Биография
Алексей Сокирский родился 16 марта 1985 года в Горловке, Донецкая область. Впоследствии проживал в городе Саки, Республика Крым.
Занимался лёгкой атлетикой под руководством тренера Владимира Васильевича Полешко.
Впервые заявил о себе на международном уровне в сезоне 2007 года, когда вошёл в состав украинской национальной сборной и выступил на домашнем Кубке Европы по зимним метаниям в Ялте, где стал серебряным призёром в метании молота среди спортсменов до 23 лет. Также в этом сезоне занял шестое место на молодёжном европейском первенстве в Дебрецене.
Будучи студентом, в 2009 году побывал на летней Универсиаде в Белграде, откуда привёз награду бронзового достоинства, выигранную в метании молота. На последовавшем чемпионате мира в Берлине с результатом в 72,56 метра не смог преодолеть предварительный квалификационный этап.
В 2010 году был шестым на чемпионате Европы в Барселоне.
В 2011 году попал в число призёров Кубка Европы по зимним метаниям в Софии и командного чемпионата Европы в Стокгольме, отметился выступлением на чемпионате мира в Тэгу.
В 2012 году стартовал на чемпионате Европы в Хельсинки, где в финале провалил все три попытки, тогда как на соревнованиях в Мадриде установил свой личный рекорд — 78,91 метра. Благодаря череде удачных выступлений удостоился права защищать честь страны на летних Олимпийских играх в Лондоне — метнул молот на 78,25 метра, расположившись в итоговом протоколе соревнований на четвёртой строке.
Начиная с 2015 года Сокирский постоянно проживал в России, представлял Краснодарский край и всероссийское физкультурно-спортивное общество «Динамо». Так, в этом сезоне на чемпионате России в Чебоксарах он стал четвёртым в метании молота (позже в связи с дисквалификацией Кирилла Иконникова переместился на третью позицию).
В 2016 году одержал победу на зимнем чемпионате России по длинным метаниям в Адлере и взял бронзу на летнем чемпионате России в Чебоксарах. Являлся членом российской национальной сборной, которая должна была принять участие в Олимпийских играх в Рио-де-Жанейро, однако Международная федерация лёгкой атлетики в связи с допинговым скандалом в ВФЛА запретила российской команде выступать на Играх.
В 2017 году получил серебро на зимнем чемпионате России по длинным метаниям в Адлере и бронзу на летнем чемпионате России в Жуковском. В статусе нейтрального атлета выступил на чемпионате мира в Лондоне, где с результатом в 77,50 метра стал пятым.
На чемпионате России 2018 года в Казани выиграл серебряную медаль, уступив только Денису Лукьянову. Принимал участие в чемпионате Европы в Берлине — метнул здесь молот на 72,97 метра, не сумев выйти в финал.
В 2019 году на чемпионате России в Чебоксарах вновь стал серебряным призёром в метании молота, на сей раз его обошёл Евгений Коротовский.
За выдающиеся спортивные достижения удостоен почётного звания «Мастер спорта России международного класса».